# Doug Jung
Doug Jung es un guionista y actor estadounidense conocido por haber coescrito junto a Simon Pegg el guion de Star Trek Beyond, la tercera entrega de la saga reboot de Star Trek .

## Carrera

### Star Trek
El 22 de enero de 2015, se anunció que Simon Pegg co-escribiría la tercera película junto con Jung, remplazando a Alex Kurtzman y Roberto Orci después de que estos hubieran escrito las entregas anteriores. 
La película fue dirigida por Justin Lin y estrenada en 2016, convirtiéndose en un éxito tanto de crítica como de taquilla.

### The Cloverfield Paradox
En el 2018 se estrenó por Netflix The Cloverfield Paradox, el nuevo proyecto como guionista de Jung.

## Filmografía
- Cine.

| Año  | Película                | Acreditado como  | Papel         | Notas |
| ---- | ----------------------- | ---------------- | ------------- | ----- |
| 2016 | Star Trek Beyond        | Guionista, Actor | Novio de Sulu |       |
| 2018 | The Cloverfield Paradox | Guionista        |               |       |